# Borys Wiciński
Borys Wiciński (ur. 12 czerwca 2007 w Warszawie) – polski aktor telewizyjny, dubbingowy i teatralny.

## Życiorys
Na ekranie zadebiutował w 2016, grając Mikołaja w serialu TVP1 pt. Strażacy. Największą popularność zdobył rolą Grzesia Biernackiego w serialu Polsatu pt. W rytmie serca (2017–2020), a w 2024 roku dostał angaż do roli Grześka w serialu TVP2 pt. M jak miłość.
Jest też bratem Iwa.

## Kariera

### Filmografia
- 2016: Strażacy jako Mikołaj
- 2017–2020: W rytmie serca jako Grześ Biernacki
- 2020: Czarny Młyn jako Piotrek
- 2021: Przejście jako aniołek
- 2022: Na Wspólnej jako Majk Michalski
- 2023: Tylko nie piątek! jako widz
- 2024: Klan jako Cyryl
- od 2024: M jak miłość jako Grzesiek, chłopak Lenki

Źródło: FilmPolski.

### Programy telewizyjne
- 2025: Cudowne lata jako uczestnik